# Zbigniew Szarzyński
Zbigniew Szarzyński (ur. 7 grudnia 1933, zm. 17 czerwca 2018) – polski piłkarz, napastnik.
W pierwszej lidze grał w barwach w barwach Gwardii Warszawa. W reprezentacji Polski debiutował 5 lipca 1957 w spotkaniu z Finlandią, ostatni raz zagrał w 1965. Łącznie w kadrze wystąpił w sześciu oficjalnych meczach i zdobył trzy bramki. Jego brat Emil także był piłkarzem Gwardii.